# Божество
Божество се нарича свръхестествено същество, обикновено обладаващо определени свръхестествени сили, почитано, мислено като свято или сакрално.
То може да бъде бог или богиня, които са обект на религиозно вярване и почитание. Божествата обикновено имат човешка форма, но се срещат и такива между човек и животно.